# بنگرشتورف
بنگرشتورف (به آلمانی: Bengerstorf) یک شهر در آلمان است که در لودویگسلوست-پارشیم واقع شده‌است. بنگرشتورف ۵۹۸ نفر جمعیت دارد.